# 가루다 인도네시아 항공
가루다 인도네시아 항공(인도네시아어: Garuda Indonesia)은 인도네시아의 항공사로 본사는 반튼주 탕그랑에 위치해 있으며, 허브 공항은 수카르노 하타 국제공항과 응우라라이 국제공항이 있다.

## 역사
당시 인도네시아가 네덜란드에 대항하여 일으킨 독립 운동을 계기로 항공사를 세웠는데 가루다는 힌두교 신화에서 힌두교의 신 비슈누(영어: Vishnu)가 타던 가마를 뜻한다. 1949년 1월 26일에 가루다 인도네시아 에어웨이즈(영어: Garuda Indonesian Airways)로 설립했다. 현지어로 황금의 산이란 뜻의 술라와(영어: Seulawah)라는 이름의 더글러스 DC-3 항공기가 처음 운항했다. 독립 운동 기간에 이 항공기는 인도네시아 외교관들에게 항공 서비스를 제공했다. 1956년에는 가루다 인도네시아 항공의 콘베어 340 항공기가 인도네시아인 40명을 태우고, 사우디아라비아 메카로 첫 해외 운항을 시작했다. 승객들은 이슬람교의 성지 순례인 하즈를 하기 위해 떠나는 여행객에 속했다. 1960년대 노선 증설과 사업 확장을 통해 성장의 시기를 맞이했다. 홍콩, 암스테르담, 프랑크푸르트, 로마, 파리, 뭄바이, 카이로, 중국, 프놈펜, 콜롬보, 프라하 노선에 취항했다. 1970년대 당시 포커 28 항공기를 가장 많이 운항하던 항공사였다. 1978년 보잉 747-100 항공기와 1980년 보잉 747-200, 1982년 에어버스 A300-B4를 도입했다. 1991년 일본 후쿠오카에서 추락했다. 같은 해 수마트라 북부의 메단에서 에어버스 A300이 추락했다. 1997년 아시아의 금융 위기로 인도네시아를 비롯해 항공사도 큰 타격을 주었다. 그로 인해 암스테르담 노선을 제외한 유럽과 북아메리카 노선 운항을 중단했으며, 암스테르담 노선도 2004년에 운항을 중단했다. 2001년 인도네시아의 저가 항공사인 시티링크를 설립했다. 2000년대 중반 이후 유럽 노선의 재취항을 시도했지만 2007년 초에 발생한 추락 사고를 문제삼아 유럽 연합은 인도네시아의 모든 항공사에 대해 유럽 취항을 금지했고, 2009년 7월 유럽 연합의 금지안이 해제되었다. 2014년 3월 5일 스카이팀의 20번째 정회원으로 가맹했다.

## 운항 노선
- 2017년 12월 현재 가루다 인도네시아 항공은 다음과 같은 노선을 운항하고 있다.

### 코드쉐어 협정
- 가루다 인도네시아 항공은 다음과 같은 항공사에 코드쉐어 협정을 한다. 주로 스카이팀 소속 항공사와 제휴를 맺고 있으나 항공 동맹 비동맹사를 포함해 스타얼라이언스, 원월드 항공사들과 제휴를 하고 있다.[2]

| - ITA 항공 (스카이팀) - KLM (스카이팀) - 대한항공 (스카이팀) - 델타 항공 (스카이팀) - 말레이시아 항공 (원월드) - 미얀마 국제항공 - 방콕 항공 - 베트남 항공 (스카이팀) - 사우디아 항공 (스카이팀) - 샤먼 항공 (스카이팀) | - 시티링크 (자회사) - 싱가포르 항공 (스타얼라이언스) - 아에로멕시코 (스카이팀) - 아에로플로트 (스카이팀) - 에미레이트 항공 - 에어 유로파 (스카이팀) - 에어 프랑스 (스카이팀) - 에티하드 항공 - 오만 항공 - 일본항공 (원월드) | - 전일본공수 (스타얼라이언스) - 중국남방항공 - 중국동방항공 (스카이팀) - 중화항공 (스카이팀) - 케냐 항공 (스카이팀) - 터키항공 (스타얼라이언스) - 필리핀 항공 |  |

## 보유 기종
- 2024년 12월 기준으로 가루다 인도네시아 항공은 다음과 같은 기종을 보유하고 있으며 평균 기령은 6.7년이다.[3][4][5]

## 사건 및 사고
- 1961년 2월 3일, 가루다 인도네시아 542편 맥도넬더글러스 DC-9 항공기가 자바 해에서 실종되었다.[14]
- 1967년 2월 16일, 가루다 인도네시아 항공 708편이 술라웨시 북부 지역인 마나에 추락해 승객과 승무원을 포함해 22명이 사망했다.
- 1968년 5월 28일, 카라치 ~ 뭄바이 ~ 자카르타로 향하던 컨베어 990 항공기가 추락하면서 승객과 승무원을 포함해 29명이 사망했다.
- 1974년 9월 7일, 가루다 인도네시아 항공 포커 27 항공기가 제한된 가시성 날씨로 인해 탄준 탄준 카랑 브랑티 공항 활주로에 추락했다. 비행기는 결국 활주로 근처에 건물과 충돌해 승객과 승무원을 포함해 33명 전원이 사망했고 그와 동시에 지상에 있던 3명이 사망했다.
- 1975년 9월 24일, 가루다 인도네시아 항공 150편이 술탄 마하무드 바다루딘 2세 공항에 추락해 승객과 승무원을 포함해 61명 전원이 사망했고 그와 동시에 지상에 있던 26명이 사망했다.
- 1979년 7월 11일, 가루다 인도네시아 항공 포커 28 충돌과 관련해 포커 28 항공기가 팔렘방을 출발해 메단으로 향한 도중 시바야크 산에 충돌해 승객과 승무원을 포함해 61명 전원 사망했다.[15]
- 1981년 3월 28일, 가루다 인도네시아 항공 206편 맥도넬더글러스 DC-9 항공기가 납치되었다.[16]
- 1982년 3월 20일, 1982년 포커 28 충돌 사고와 관련해 포커 28 항공기가 탄준 카랑 브랑티 공항 활주로에서 비행기에서 불이 붙으면서 승객과 승무원을 포함해 27명 전원 사망했다.[17]
- 1987년 4월 4일, 가루단 인도네시아 항공 035편 맥도넬더글러스 DC-9 항공기가 메단 폴로니아 국제공항의 접근 도중 철탑과 충돌해 24명이 사망했다. 사고 원인은 기상 악화로 일어난 사고였다.
- 1996년 6월 13일, 가루다 인도네시아 항공 865편 맥도넬더글러스 DC-10 항공기가 후쿠오카 공항을 출발, 인도네시아 덴파사르 발리 응우라라이 공항에 도착할 예정이었으나, 이륙직후 폭발해 2명이 사망 100명 부상을 입었다.[18]
- 1997년 9월 26일, 가루다 인도네시아 152편 에어버스 A300B4-200 항공기가 자카르타 수카르노 하타 국제공항을 출발, 메단에 도착할 예정이었으나, 메단 부근에서 곧바로 추락, 탑승객 222명(일본인, 미국인 포함)과 승무원 12명 등 234명 전원이 사망했다.[19]
- 2002년 1월 16일, 가루다 인도네시아 421편 보잉 737-300 항공기가 악천후로 인해 비상 착륙을 시도 했으나 실패했다. 이 사고로 2명이 사망하고 59명이 생존했다.[20]
- 2007년 3월 7일, 가루다 인도네시아 200편 보잉 737-400 항공기가 자카르타 수카르노 하타 국제공항을 출발, 욕야카르타에 도착할 예정이었으나, 활주로에서 이탈한 후 추락, 탑승객 21명 사망했으며 120명 생존했다.[21]

## 사진

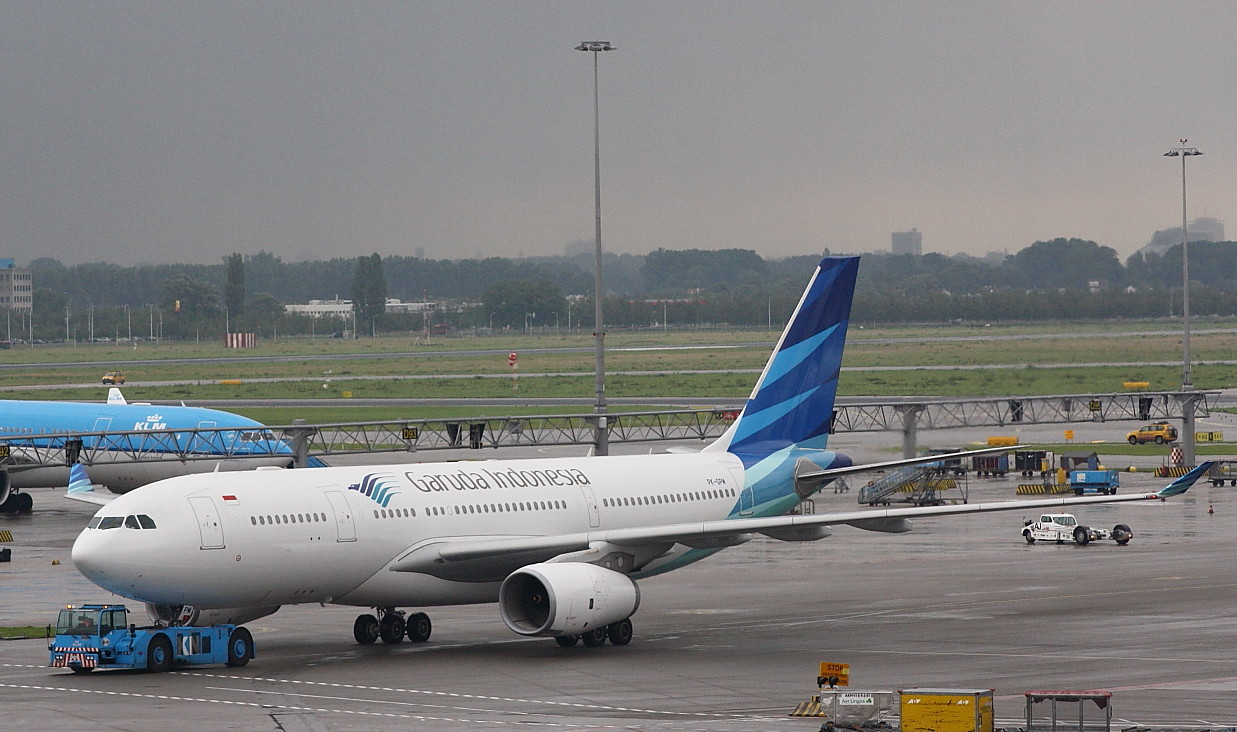
가루다 인도네시아 항공의 에어버스 A330-200
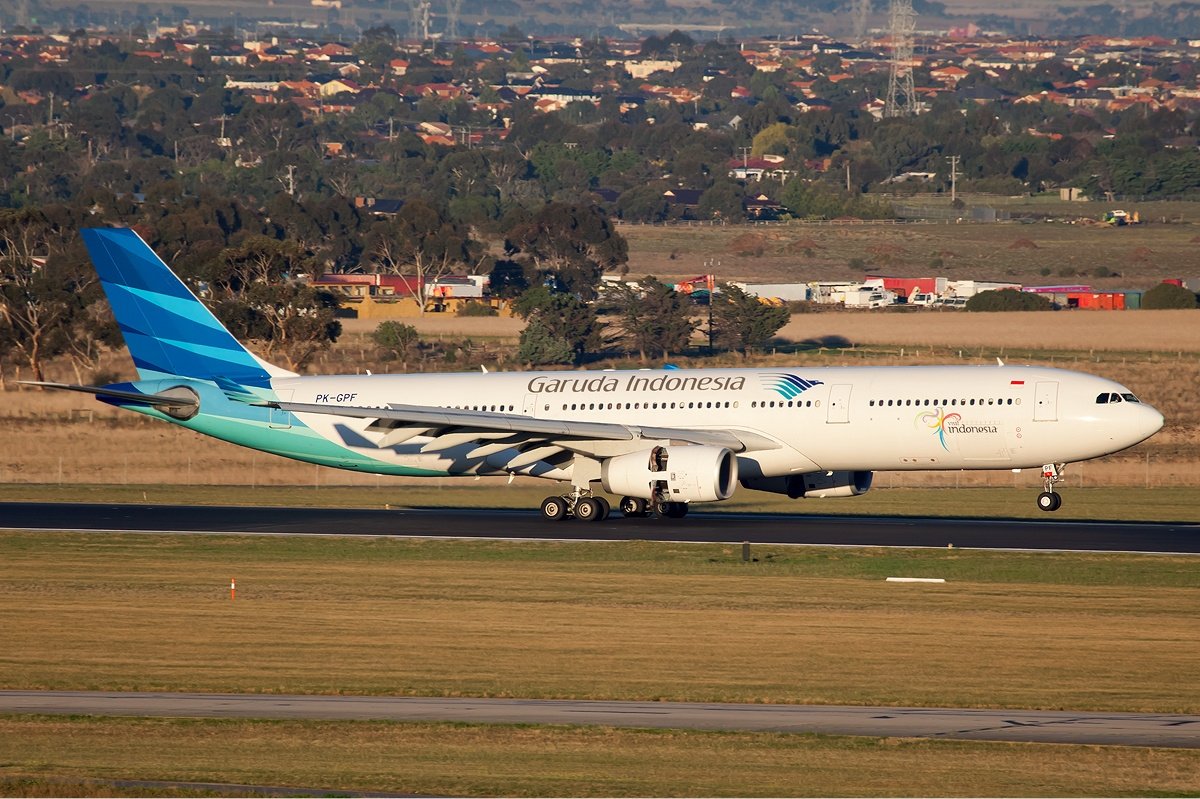
가루다 인도네시아 항공의 에어버스 A330-300
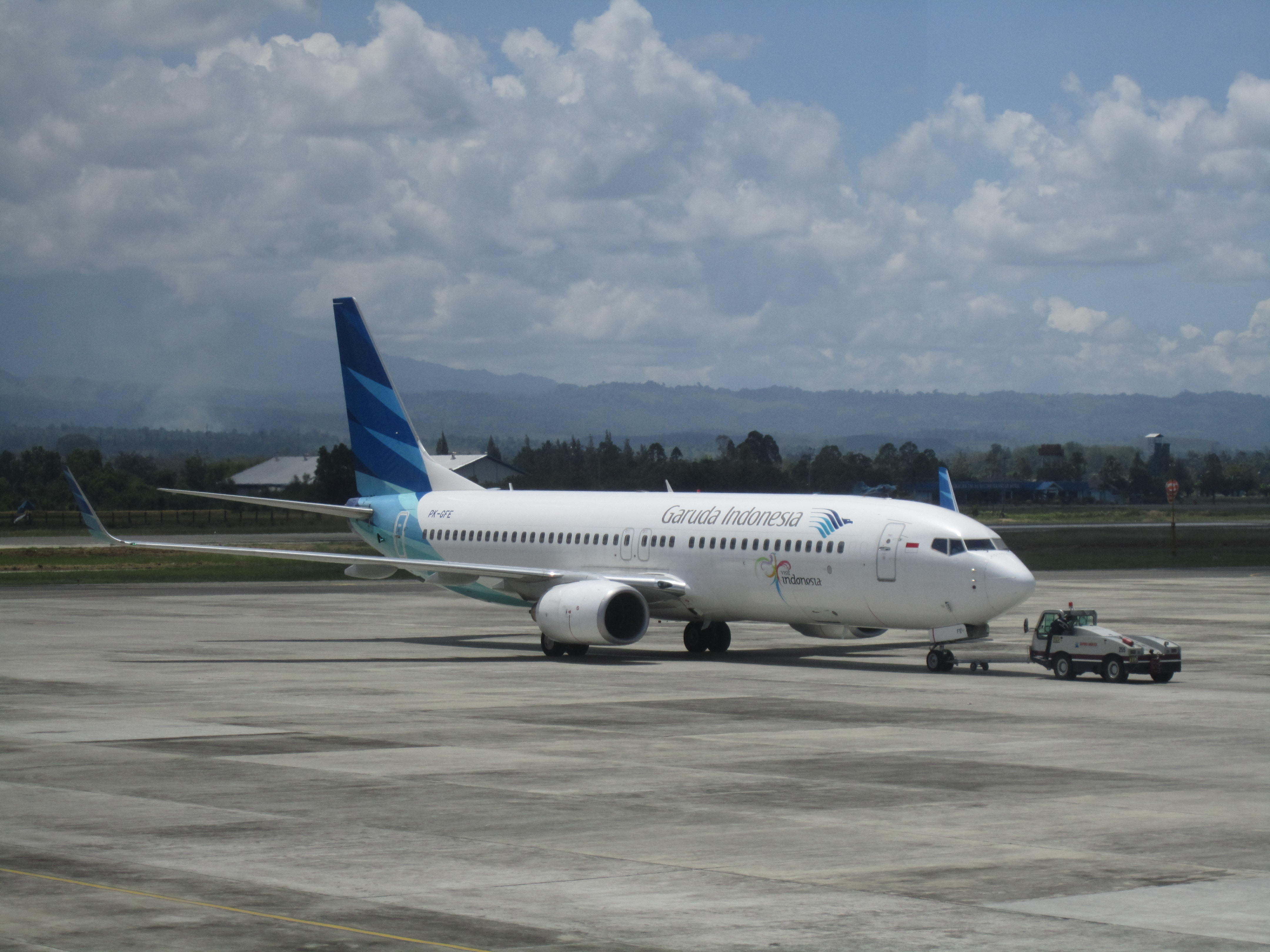
가루다 인도네시아 항공의 보잉 737-800
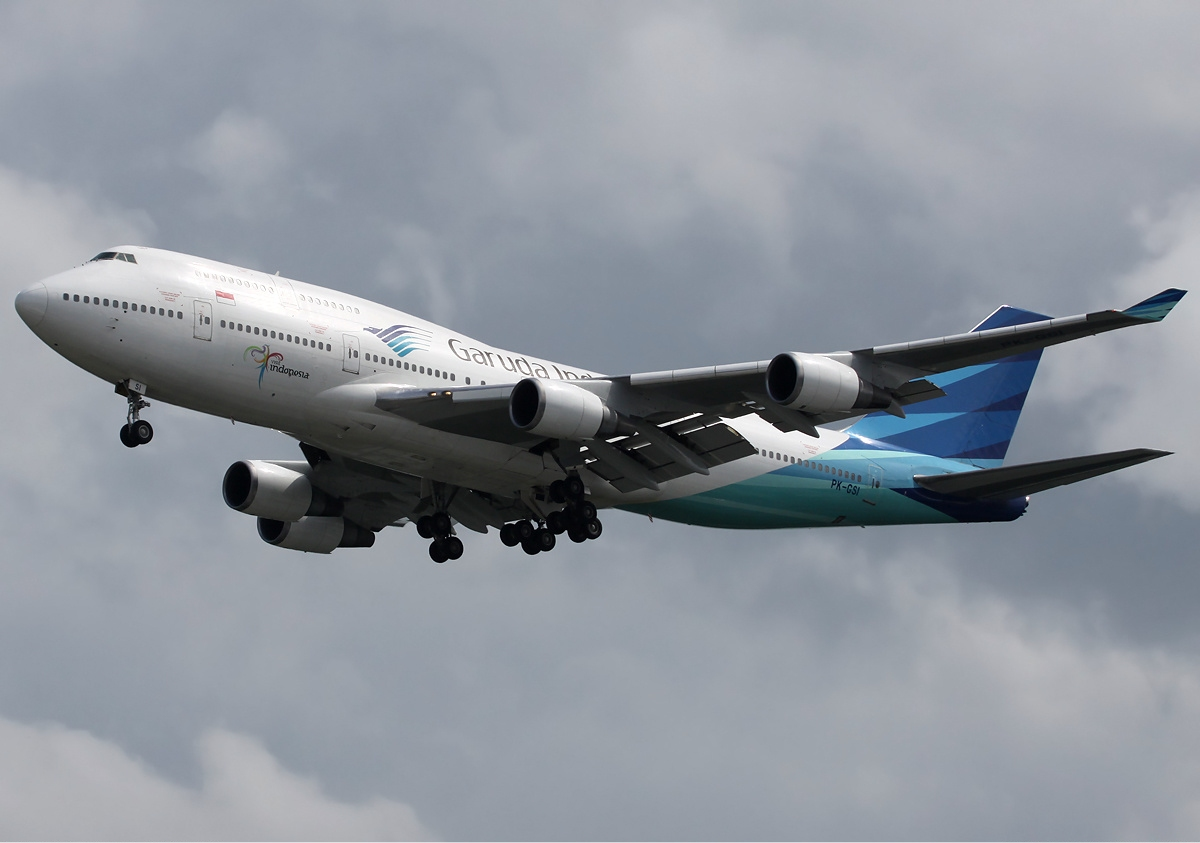
가루다 인도네시아 항공의 보잉 747-400(퇴역)
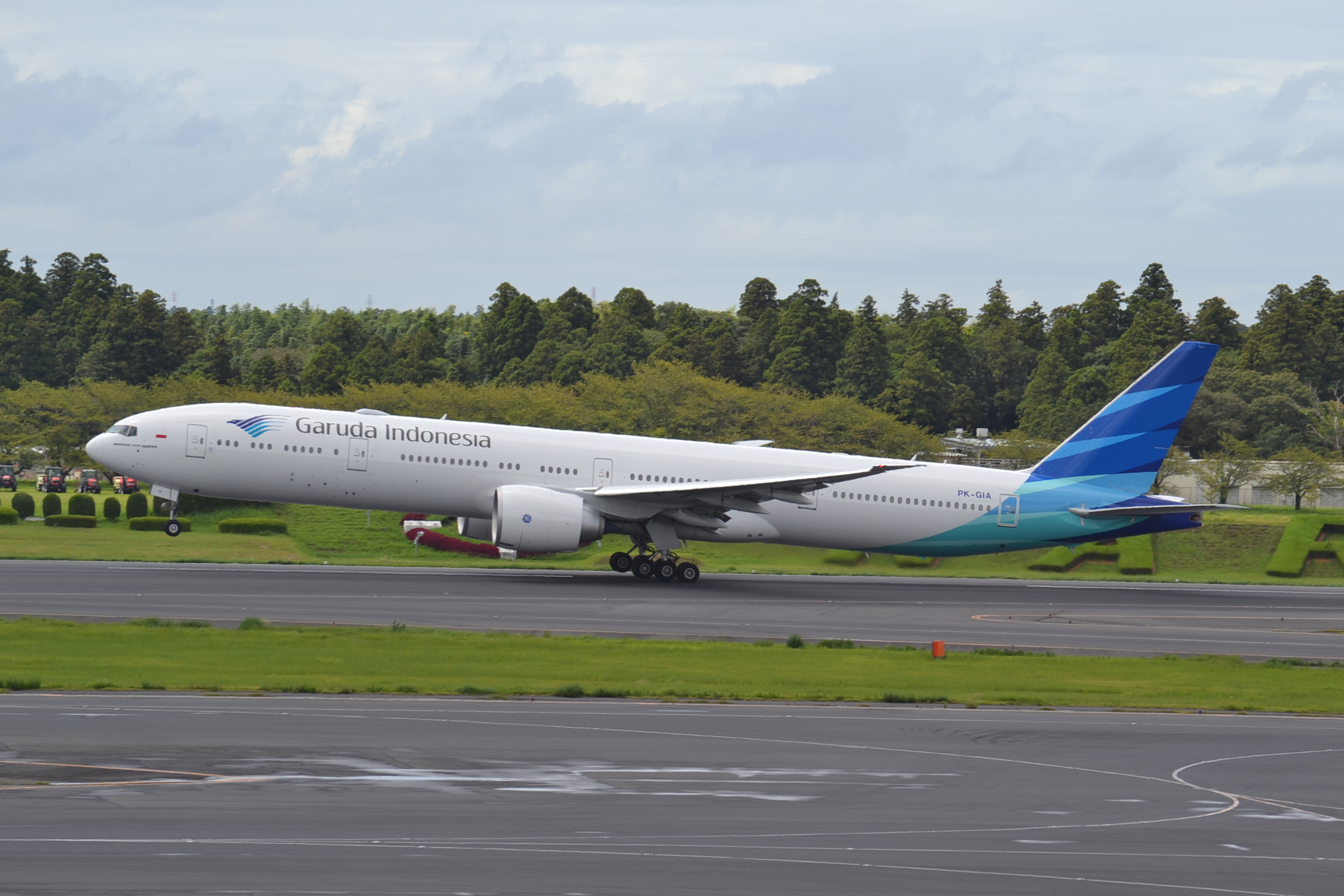
가루다 인도네시아 항공의 보잉 777-300ER

## 같이 보기
- 인도네시아의 교통